# Metatrophis
Metatrophis é um género botânico pertencente à família Moraceae.
1. ↑  «Metatrophis — World Flora Online». www.worldfloraonline.org. Consultado em 19 de agosto de 2020